# Ezekiel Hart
Pour les articles homonymes, voir Hart.
Ezekiel Hart ou Ezéchiel Hart, né le 15 mai 1770 et mort le 16 septembre 1843, est un homme d'affaires et un politicien canadien juif.

## Biographie

### Débuts
Fils d'Aaron Hart (1724-1800), considéré comme le fondateur de la communauté juive au Canada, membre des forces britanniques, et de Dorothea Judah, Ezechiel naquit à Trois-Rivières (Québec, Canada). Ses origines sont anglaises et bavaroises. Il a trois frères : Moses, Benjamin et Alexander (Asher).
Comme eux, Ezekiel Hart fait une partie de ses études aux États-Unis. Dès 1792, son père l’associe à son magasin de la rue du Platon, à Trois-Rivières et à son activité liée au commerce des fourrures. 
L’année suivante, Ezekiel se trouve à New York où il fait la connaissance de celle qu’il épousera en février 1794, Frances Lazarus, une parente par alliance. « Il s’occupe aussi des affaires de la famille et s’emploie à régler la succession d’un oncle, Henry Hart, qui a été marchand à Albany, dans l’État de New York ».

### Hart Company
Financés par leur père, Hart forme avec ses frères Moses et Benjamin, le 2 décembre 1796, une société à Trois-Rivières pour construire une brasserie, une malterie, une boulangerie et pour ériger une potasserie et une perlasserie, entreprise sous la raison sociale « M. and E. Hart Company ». Le 20 mars 1797, Hart achète rue Haut-Boc une terre où est cultivé le houblon pour la fabrication de la bière, et également des terrains acquis près du fleuve. 
Alors que la compagnie M. and E. Hart devient importante, Ezekiel Hart se retire et vend le tout à son frère Moses pour la somme de £338 6s 8d à une date qui semble avoir suivi de près la mort d’Aaron Hart, survenue en 1800. 
Par la suite, Hart importe et exporte, tient un magasin général, et, outre la seigneurie de Bécancour reçue en héritage, il acquiert d’importants biens fonciers, principalement à Trois-Rivières et à Cap-de-la-Madeleine.

### Engagement politique et «affaire Hart»
Son implication politique semble avoir débuté dès 1804 où un Hart (Moses ou Ezekiel ?) figure sur une liste électorale. « Mon intérêt est lié à vos intérêts », précise le candidat, qui s’engage à remplir les devoirs de la charge qu’il convoite « au mieux de [ses] capacités et cela dans l’intérêt de [sa] ville natale ».
Le samedi 11 avril 1807, il est élu à la Chambre d'assemblée du Bas-Canada et cause, malgré lui, une controverse parce qu’en tant que Juif, il ne pouvait être assermenté sur la Bible contenant les Évangiles ou prononcer la formule « dans l’année de Notre-Seigneur », les lois britanniques ne donnant pas alors aux juifs les moyens d'occuper ce poste. Hart est donc expulsé par une résolution votée par une assemblée catholique.
L'incident causa la dissolution de la chambre et fit couler beaucoup d'encre. Hart est réélu en 1808 et prêta serment « selon la manière chrétienne » mais l'expulsion se reproduisit avec la confirmation par le secrétaire d’État aux Colonies qu’un Juif ne pouvait siéger à l’Assemblée, ni s'asseoir, ni voter,. Le 18 avril, le journal Le Canadien (p. 87), porte-parole du Parti canadien, publie un poème critiquant le choix d'un Juif pour un siège, trouvant sa nomination encore plus stupide que celle du cheval de Caligula comme consul romain.  

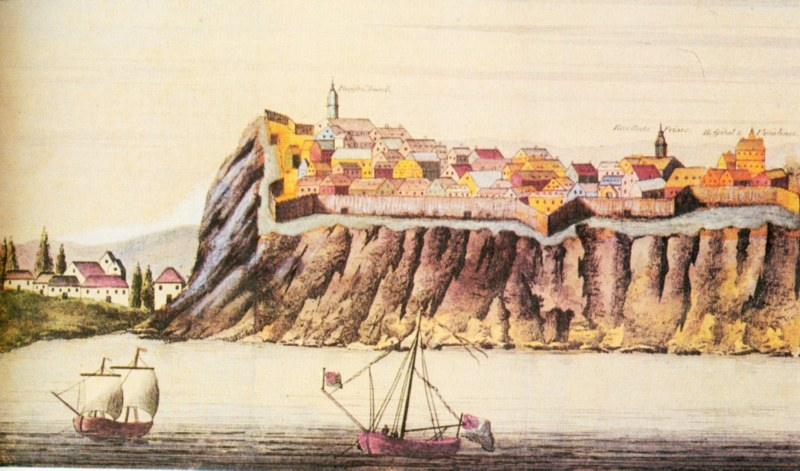
Fort des Trois-Rivières, vers 1750.

Hart déclara ensuite que les prêtres catholiques avaient probablement incité ses adversaires à voter contre lui. Il cessa alors d'investir dans la vie politique et se concentra sur ses activités d’affaires à Trois-Rivières, où il était un homme respecté de sa communauté. 
« D'autres membres de sa famille directe eurent leur place dans la vie publique. Son frère Benjamin est un homme d'affaires à Montréal, et son autre frère, Moses, est un spéculateur foncier à Trois-Rivières. Enfin, son cousin Henry Judah devint membre de l'Assemblée législative de la province du Canada. » 
Ses fils poursuivirent la lutte politique de leur père : Samuel Becancour, Aaron Ezekiel et Adolphus Mordecai Hart influenceront fortement la législation de 1831–1832, en envoyant notamment une lettre au roi Guillaume IV, législation qui reconnaîtra aux Juifs du Bas-Canada la plénitude de leurs droits civiques, soit 27 ans avant d'être étendue à l'ensemble de l'empire britannique,,.

### Carrière militaire
Hart eut également une carrière militaire.
Rejoignant la milice en juin 1803, Ezekiel Hart sert comme lieutenant dans le 8e bataillon de Trois-Rivières placé sous le commandement du lieutenant-colonel Charles-Michel d’Irumberry de Salaberry durant la guerre anglo-américaine de 1812 où il est nommé au grade de colonel. Il passe ensuite au 1er bataillon de milice de Trois-Rivières dont il deviendra capitaine en 1816. Il sera promu colonel du 1er bataillon de milice du comté de Saint-Maurice le 16 mai 1830.

### Mort

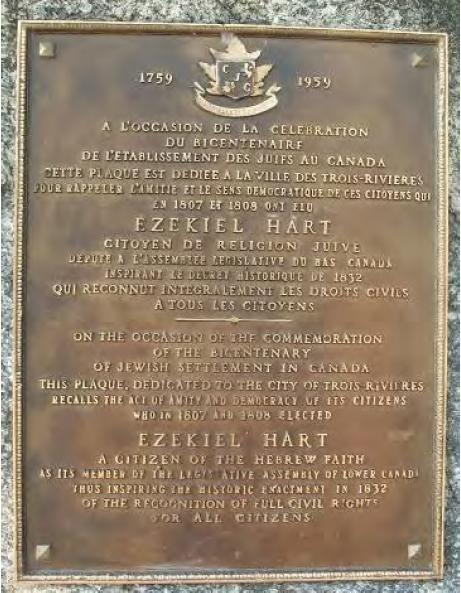
Plaque commémorative à Ezékiel Hart de Trois-Rivières

Quand il dicta son dernier testament, le 20 juin 1839, sa femme Frances Lazarus était morte depuis 18 ans et il légua ses biens à ses enfants : Samuel Becancour, Aaron Ezekiel, Ira Craig, Adolphus Mordecai, Esther Eliza, Miriam Harriet, Caroline Athalia, Henry, Julia et Abraham Kitzinger.
Hart meurt le 16 septembre 1843 à Trois-Rivières à 76 ans. Il est enterré dans le deuxième cimetière juif de Trois-Rivières, sur un terrain qu’il a lui-même donné à cette fin.
Il a droit à des funérailles imposantes : les magasins de Trois-Rivières ferment leurs portes et le (en) 81ème régiment d'infanterie lui rend les derniers hommages. 
Le 30 novembre 1843, les notaires entreprennent l’inventaire des biens d’Ezekiel Hart et de Frances Lazarus. Il leur prend près de trois mois pour faire le tour des biens de la maison et du magasin de la rue du Platon. Il leur faudra aussi plus de trois jours pour dresser une liste partielle des livres que contient la bibliothèque de Hart. « Souvent, ils se contentent d’identifier un lot de vieux livres. Mais leur relevé, pour une valeur de £80, couvre 17 pages où sont recensés des dictionnaires, dont un dictionnaire hébreu-latin, une histoire universelle en 23 volumes, l’Encyclopædia Britannica en 17 volumes, des ouvrages de droit, de médecine, de géographie, d’histoire, parmi lesquels une histoire des Juifs en deux volumes, les lois de Moïse, une Bible allemande, une histoire critique de l’Ancien Testament, des récits de voyage et, bien sûr, des traités sur la manière de brasser la bière, à côté de classiques comme Don Quichotte ou les Mille et Une Nuits ».
En octobre 1909, les restes d'Ezekiel Hart et d'autres personnes enterrées dans le cimetière juif sur la rue Prison de Trois-Rivières ont été transférés à Montréal cimetière Mont-Royal de la Congrégation des Juifs espagnols et portugais, lors de la fermeture des cimetières juifs de Trois-Rivières.

### Hommages
« Ezekiel Hart a été un personnage remarquable pour son époque et son milieu. Comme son père, il a entretenu de bonnes relations avec son entourage, avec cette différence qu’il a fréquenté plus aisément la haute société. Des voyageurs illustres se sont arrêtés chez lui. Ezekiel a aussi été un bon mari et un bon père. À ses enfants, il a laissé, outre d’importants biens fonciers, une éducation raffinée et soignée qui se transmettra chez ses descendants ». - Dictionnaire biographique du Canada (2000) 
- Les documents de famille Hart sont détenus par la société American Jewish Historical Archives à Waltham, Massachusetts , et au Musée McCord à Montréal, Québec.
- Le Château Ramezay est propriétaire d' un portrait de lui.
- Le député de Trois-Rivières est une pièce en un acte sur la vie d'Ezekiel Hart, écrite en 1959 par Maxwell Charles Cohen.
- Un court-métrage de Heritage Minute qui mentionne l'affaire Hart a été diffusée dans les années 1990.
- En 2002, une plaque commémorative est érigée à Ezekiel Hart par le Conseil des lieux et monuments historiques du Canada. Une autre plaque lui est décernée au Patrimoine de Trois-Rivières.
- Une rue des Trois-Rivières est nommée pour lui (rue Hart).